# فدرا ۱۷۴

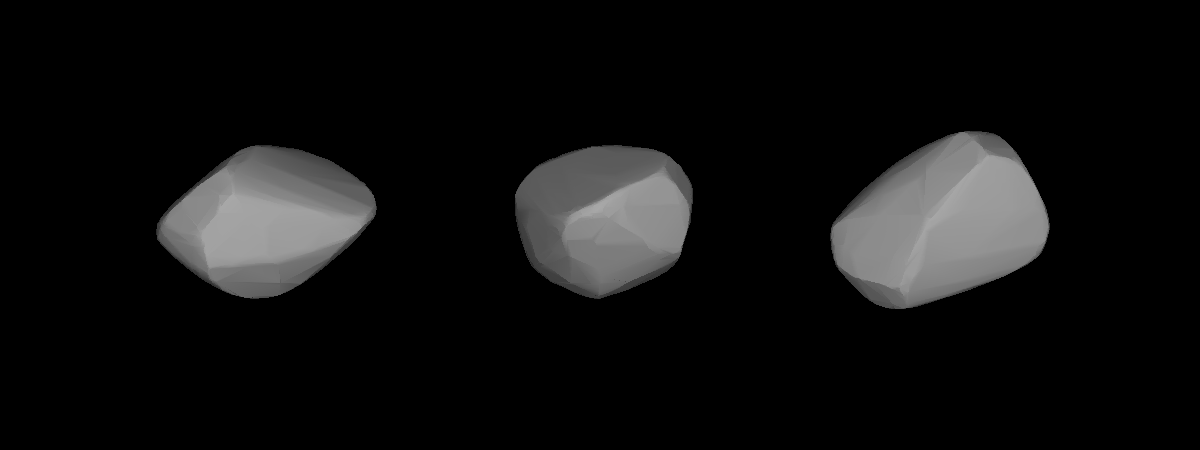
مدل سه‌بُعدی سیارک فدرا ۱۷۴ بر اساس منحنی نور آن

سیارک ۱۷۴ (به انگلیسی: 174 Phaedra) صد و هفتاد و چهارمین سیارک کشف شده‌است که در ۲ سپتامبر ۱۸۷۷ کشف شد.
قدر مطلق سیارک برابر ۸٫۴۸ است.